# Wufeng (Taichung)
Pour les articles homonymes, voir Wufeng.
Wufeng ou district de Wufeng (chinois traditionnel : 霧峰區 ; pinyin : Wùfēng qū ; Wade : Wu-feng Chü), sur l'île de Taïwan, est le district situé au sud de Taichung. Il est le lieu où est situé le Conseil consultatif provincial de Taïwan.
Wufeng est principalement une zone rurale, qui a été sérieusement endommagée par le tremblement de terre de Jiji le 21 septembre 1999, entraînant la mort de 100 personnes dans le district. 
Le musée du tremblement de terre 921 de Taïwan, qui commémore cet évènement tragique, est construit sur ce qu'était anciennement la Guangfu Junior High School, détruite lorsqu'une partie des bâtiments de l'école fut surélevée par la faille Chelungpu au cours du séisme. 
Les deux principales caractéristiques géographiques du district sont la rivière Wu qui forme sa frontière sud et la montagne Xiangbi localisée dans la partie orientale.

## Histoire
Formerly called Atabu (Chinese: 阿罩霧; Pe̍h-ōe-jī: A-tà-bū).

## Divisions administratives
Le district se compose de 19 villages: Tonglin, Jifeng, Jiayin, Benxiang, Zhongzheng, Jinrong, Laiyuan, Bentang, Beiliu, Nanliu, Side, Wufu, Dingtai, Beishi, Nanshi, Wanfeng, Jiuzheng, Kengkou, Fenggu Liugu.

## Démographie
- Population: 64 708 habitants (janvier 2023)
- Densité: 660 hab/km²

## Éducation
- Université d'Asie
- Université de technologie de Chaoyang

## Institutions gouvernementales
- Bureau de l'héritage culturel
- Administration de l'éducation K-12
- Orchestre symphonique national de Taïwan

## Attractions touristiques
- Musée du tremblement de terre 921 (Lien English wikipedia)
- Musée d'art moderne d'Asie
- Musée des affaires de l'Assemblée, le Yuan législatif
- Musée de la résidence Lin Hsien-tang
- Manoir et jardin de la famille Lin de Wufeng Lin
- Jiujiu Feng (Quatre-vingt-dix-neuf pics)
- Parc mémoriel du Conseil provincial de Taïwan
- Parc écologique Tong-Lin
- Musée des champignons de Taïwan